# Lotnicze Warsztaty Doświadczalne
Lotnicze Warsztaty Doświadczalne (LWD) — польський виробник літаків та конструкторське бюро, що діяв у Лодзі з 1945 по 1950 рік. Назва перекладається як Експериментальні майстерні літаків. Це було перше польське післявоєнне конструкторське бюро літаків.
Друга світова війна та німецька окупація знищили всю польську авіаційну галузь. Як тільки було звільнено східну частину Польщі, у жовтні 1944 група конструкторів зібралася в Любліні в конструкторському бюро Міністерства зв'язку. Нею керував Александр Сулковський, але головним конструктором став Тадеуш Солтик. У первісних умовах бюро розпочало роботу над багаторазовим літаком Szpak-1. На початку 1945 року конструкторське бюро переїхало до звільненого міста Лодзь, а 1 квітня 1945 було створено Експериментальні майстерні літаків (LWD), підпорядковані Міністерству зв'язку.

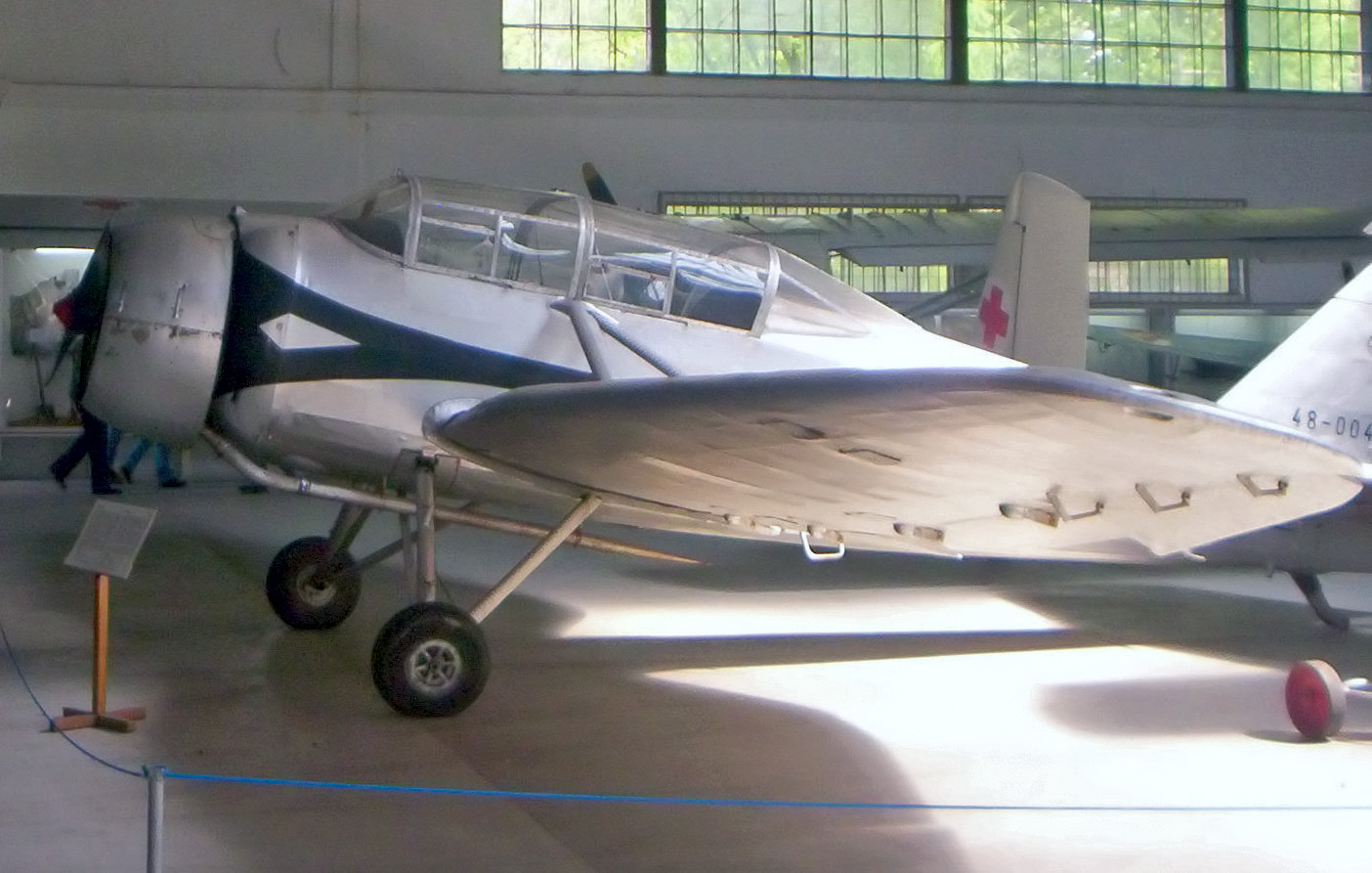
LWD Szpak-4T - перший польський післявоєнний серійний літак

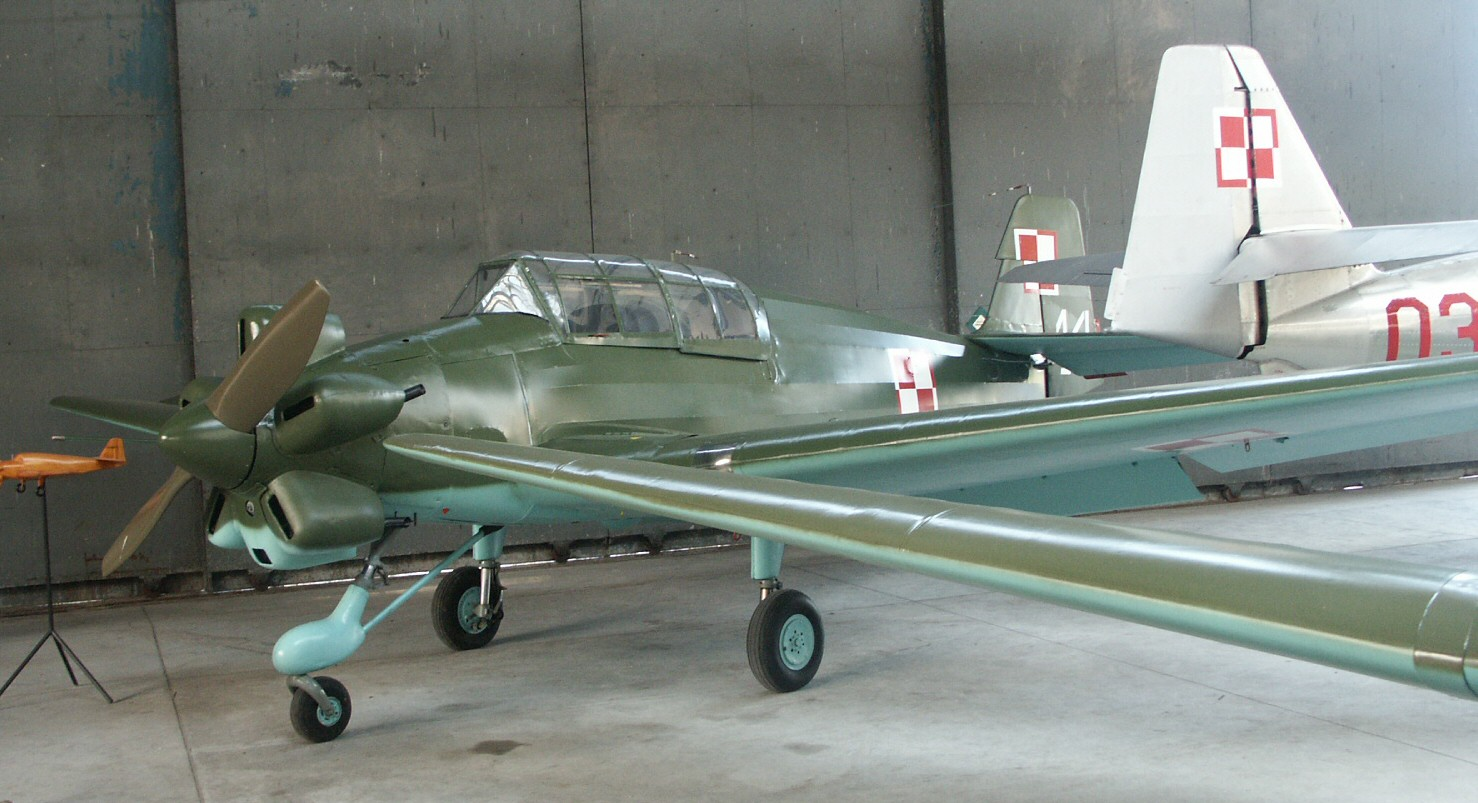
Junak-3 у Музеї польської авіації

Szpak-1 не був виготовлений, але був спроектований і виготовлений його досконалий варіант, LWD Szpak-2. Вперше він полетів 28 жовтня 1945 року, він також був першим польським післявоєнним літаком. Офіційний політ цього літака відбувся 6 листопада 1945 року в аеропорту Люблінек, здійснений лейтенантом Антоні Шиманським. Szpak-2 і Szpak-3 залишалися одиничними, але в 1947 році був розроблений LWD Szpak-4, який був першим польським післявоєнним серійним літаком, виготовленим серійно - коротка серія з 10 літаків була виготовлена в PZL-Mielec.
Наступним проектом був LWD Żak, двомісний туристичний та навчально-тренувальний літак 1947 року. Серія з 10 літаків Żak-3 була виготовлена в LWD у 1948 році, а також прототипи Żak-1, Żak-2 та Żak-4.
Найвдалішим проектом LWD був військовий і цивільний навчально-тренувальний літак LWD Junak 1948 року. Його вдосконалені варіанти Junak-2 та Junak-3 були вироблені з 1951 року у WSK-4 Okęcie у Варшаві (загалом 252), хоча подальший його розвиток здійснювався поза межами LWD. Цивільним пілотажно-тренувальним варіантом Junak був LWD Zuch з 1948 року; він був вдалим проектом, але лише 7 були виготовлені в LWD через відсутність належних двигунів.
LWD спроектував також двомоторний легкий транспортний літак LWD Miś 1949 року, але він не мав успіху і не вироблявся. Останнім проектом LWD був прототип LWD Żuraw, військового двомісного навчально-тренувального та зв'язкового літака, завершений у 1951 році. Він також не вироблявся.
У 1950 році LWD було перетворено з конструкторського бюро і експериментальної майстерні в виробничий завод і перейменовано в WSK-6 (Wytwórnia Sprzętu Komunikacyjnego 6 - Завод комунікаційного обладнання 6). Це поклало кінець його діяльності. Незабаром він був розформований через занадто малих виробничих потужностей. Тадеуш Солтик, талановитий авіаконструктор, організував наступне конструкторське бюро в Авіаційному інституті у Варшаві.
| Список літаків, розроблених LWD | Список літаків, розроблених LWD                                                                         |                        |
| ------------------------------- | --- | ---------------------- |
| Назва                           | Опис та перший політ                                                                                    | Кількість виготовлених |
| LWD Szpak (Szpak 2,3,4)         | одномоторний, 4-місний, багаторазовий та туристичний літак, з низько розташованим крилом, 1945          | 13 (3 у LWD)           |
| LWD Żak (Żak 1,2,3,4)           | одномоторний, 2-місний, туристичний та навчально-тренувальний літак, з низько розташованим крилом, 1947 | 13                     |
| LWD Junak (Junak 1,2,3)         | одномоторний, 2-місний, навчально-тренувальний літак, з низько розташованим крилом, 1948                | 252 (1 у LWD)          |
| LWD Zuch (Zuch 1,2)             | одномоторний, 2-місний, навчально-тренувальний та пілотажний літак, з низько розташованим крилом, 1949  | 7                      |
| LWD Miś                         | двомоторний, 10-місний, транспортний літак, з високо розташованим крилом, 1949                          | 1                      |
| LWD Żuraw                       | одномоторний, 2-місний, навчально-тренувальний та зв'язковий літак, з високо розташованим крилом, 1951  | 1                      |

## Джерело
- Babiejczuk, Janusz та Grzegorzewski, Jerzy Polski przemysł lotniczy 1945-1973, Wydawnictwo MON, Warszawa 1974 (ISBN відсутний).